# Maria Gontowicz-Szałasová
Maria Gontowicz-Szałasová (* 23. února 1965 Gorzów Wielkopolski, Polsko) je bývalá reprezentantka Polska v judu.

## Sportovní kariéra
Je rodačkou z obce Witnica. S judem začala v 15 letech Gorzówu Wielkopolski, když viděla náborový leták. Brzy si jí všiml reprezentační trenér Jacek Skubis a od roku 1984 se stala polskou jedničkou v lehké váze.
V roce 1986 jí chybělo více odvahy ve finále mistrovství světa (byla celou hrací dobu pasivní), ale i se stříbrem byla nakonec spokojená. V roce 1987 se po mistrovství Evropy vdala za Mirosława Szałase a v únoru 1988 se jí narodil syn Damian. Na tatami se vrátila v témže roce, reprezentovala Polsko na univerziádě.
V roce 1989 pokračovala v dobrých výsledcích, které přerušilo druhé mateřství. V roce 1990 se jí narodila dcera Kasia. Vidina účasti na olympijských hrách v Barceloně v roce 1992 jí však motivovala k další praci a do Barcelony se jí nakonec podařilo kvalifikovat a obsadit pěkné 7. místo.
Žije v Gorzówu Wielkopolskim a má početnou rodinu (celkem 7 dětí).

## Výsledky
| Turnaj             | 1984       | 1985       | 1986       | 1987             | 1988             | 1989             | 1990             | 1991             | 1992             |
| Turnaj             | 19         | 20         | 21         | 22               | 23               | 24               | 25               | 26               | 27               |
| Turnaj             | Gontowicz  | Gontowicz  | Gontowicz  | Gontowicz-Szałas | Gontowicz-Szałas | Gontowicz-Szałas | Gontowicz-Szałas | Gontowicz-Szałas | Gontowicz-Szałas |
| Turnaj             | léhká váha | léhká váha | léhká váha | léhká váha       | léhká váha       | léhká váha       | léhká váha       | léhká váha       | léhká váha       |
| ------------------ | ---------- | ---------- | ---------- | ---------------- | ---------------- | ---------------- | ---------------- | ---------------- | ---------------- |
| Olympijské hry     |            |            |            |                  |                  |                  |                  |                  | 7.               |
| Mistrovství světa  | úč.        |            | 2.         | —                |                  | úč.              |                  | 7.               |                  |
| Mistrovství Evropy | ?          | 3.         | 3.         | 3.               | —                | 2.               | —                | —                | —                |